# شيركوس
بلدية شيركوس (بالإسبانية: Chercos), هي بلدية تقع في مقاطعة المرية. جنوب شرق إسبانيا. يبلغ عدد سكانها 295 نسمة.

## وصلات خارجية
- نسخة محفوظة 29 أغسطس 2006 على موقع واي باك مشين. (بالإسبانية)